# نون و دلقک
نون و دلقک آلبومی هجوآمیز با خوانندگی محمد اصفهانی است که در سال ۱۳۸۱ توسط شرکت ایران‌گام منتشر شد.
این آهنگ به طریقی دارد از زبان چارلی چاپلین سختی های کار طنز را بیان می کند . 
آلبوم نون و دلقک طبق آمار وزارت ارشاد اسلامی پر فروش‌ترین آلبوم موسیقی پاپ تا به امروز در ایران می‌باشد.

## قطعات
نسخهٔ اصلی این آلبوم دارای ۹ قطعه می‌باشد که یک قطعه آن بی کلام است.
| فهرست آهنگ‌ها | فهرست آهنگ‌ها               | فهرست آهنگ‌ها        | فهرست آهنگ‌ها    | فهرست آهنگ‌ها                | فهرست آهنگ‌ها |
| شماره        | نام                        | سراینده             | آهنگساز         | میکس و تنظیم                | مدت          |
| ------------ | -------------------------- | ------------------- | --------------- | --------------------------- | ------------ |
| ۱.           | «دلقک»                     | رها شایان           | امیر علیزاده    | بهروز صفاریان               | ۰۴:۰۴        |
| ۲.           | «شب افروز»                 | اقبال لاهوری و حافظ | محمد اصفهانی    | فؤاد حجازی                  | ۴:۲۴         |
| ۳.           | «بوی باران»                | قیصر امین‌پور        | همایون خرم      | همایون خرم و بهروز صفاریان  | ۵:۲۸         |
| ۴.           | «مِثل گل»                   | علی معلم            | فریدون شهبازیان | محمدرضا عقیلی               | ۶:۴۲         |
| ۵.           | «شکایت هجران» (قطعه آوازی) | هوشنگ ابتهاج        | آریا عظیمی‌نژاد  | فؤاد حجازی                  | ۶:۴۰         |
| ۶.           | «آسیمه‌سر»                  | اکبر آزاد           | بابک بیات       | بامداد بیات و بهروز صفاریان | ۶:۳۴         |
| ۷.           | «شب آفتابی»                | افشین یداللهی       | پیروز ارجمند    | پیروز ارجمند                | ۴:۰۵         |
| ۸.           | «با شوق تو»                | سهیل محمودی         | محمد اصفهانی    | بهروز صفاریان               | ۶:۳۰         |
| ۹.           | «دلقک (بی کلام)»           |                     | امیر علیزاده    | بهروز صفاریان               | ۳:۵۰         |
| مجموع مدت:   | مجموع مدت:                 | مجموع مدت:          | مجموع مدت:      | مجموع مدت:                  | ۴۸:۲۱        |

## عوامل استودیویی

### نوازندگان
- تکنواز ویلن (دلقک بی کلام): مجتبی میرزاده[۷]
- تکنواز پیانو (با شوق تو): بهروز صفاریان
- تکنواز کمانچه: رسول بهبهانی
- همنوازان شکایت هجران: آریا عظیمی‌نژاد (سه تار)، فؤاد حجازی (کی بورد)
- نوازندگان آسیمه‌سر:[۸] همایون رحیمیان و علی جعفری پویان (ویلن)، کریم قربانی (ویلنسل)، ناصر رحیمی (فلوت)، آندره آرزومانیان (پیانو) و بهروز صفاریان (سازهای درامز، پرکاشن و گیتار باس (سمپل موزیک))
- تکنواز آکاردئون (بوی باران): امیر علیزاده
- تکنواز ویلن (مِثل گل): شادمهر عقیلی[۹]

### دیگر عوامل
- ناظر هنری: بهروز صفاریان
- ضبط موسیقی: ناصر فرهودی، فرزین فردین فرد
- مسترینگ: فرزین فردین فرد
- مدیر تولید: عماد حسینی